# Teágenes de Regio
Teágenes de Regio, en griego antiguo Θεαγένης ὁ Ῥηγῖνος, fue un erudito griego del siglo VI a. C. originario de la ciudad de Rhegion (la actual Regio de Calabria).
Teágenes es conocido por ser uno de los primeros en utilizar alegorías al hacer comentarios sobre los poemas de Homero y defenderlo de los ataques de los críticos racionalistas, que acusaban a sus relatos mitológicos de inverosímiles o inmorales. Según Pierre Hadot, Teágenes parece haber propuesto una exégesis alegórica, física (la batalla de los dioses se convierte en una lucha entre los elementos) y moral de los poemas de Homero, quizás en reacción contra las fuertes críticas hacia la mitología homérica por el filósofo Jenófanes.
Todas sus obras se perdieron, y sus teorías se conocen sólo de forma indirecta, por escolios de la Iliada que los editores remontan a las cuestiones homéricas del filósofo neoplatónico Porfirio.
Escolio al canto XX de la Iliada:
«La doctrina de Homero sobre los dioses generalmente se considera como innecesaria o incluso inapropiada; debido a que los mitos narrados sobre los dioses no son adecuados. Para disuadir de esta acusación, que invoca la forma de narrar, piensa que todo se ha dicho en forma de alegorías y que son los elementos de la naturaleza: tierra, agua, aire, fuego, por ejemplo, en el caso de desacuerdos entre los dioses.
Por tanto, según ellos, es el combate de lo seco y húmedo, caliente y frío, pesado y ligero: el agua extingue el fuego, pero el fuego seca el aire.
También se aplica a todos los elementos que componen el universo: hay entre ellos una oposición fundamental, que tienen de una vez por todas la corrupción como individuos, pero en conjunto permanecen eternamente en este tipo de batallas que Homero estableció, dando el nombre de fuego a Apolo, Helios, Hefesto, el de agua a Poseidón y Escamandro, de la Luna a Artemisa, del aire a Hera.»